# سس قهوه‌ای

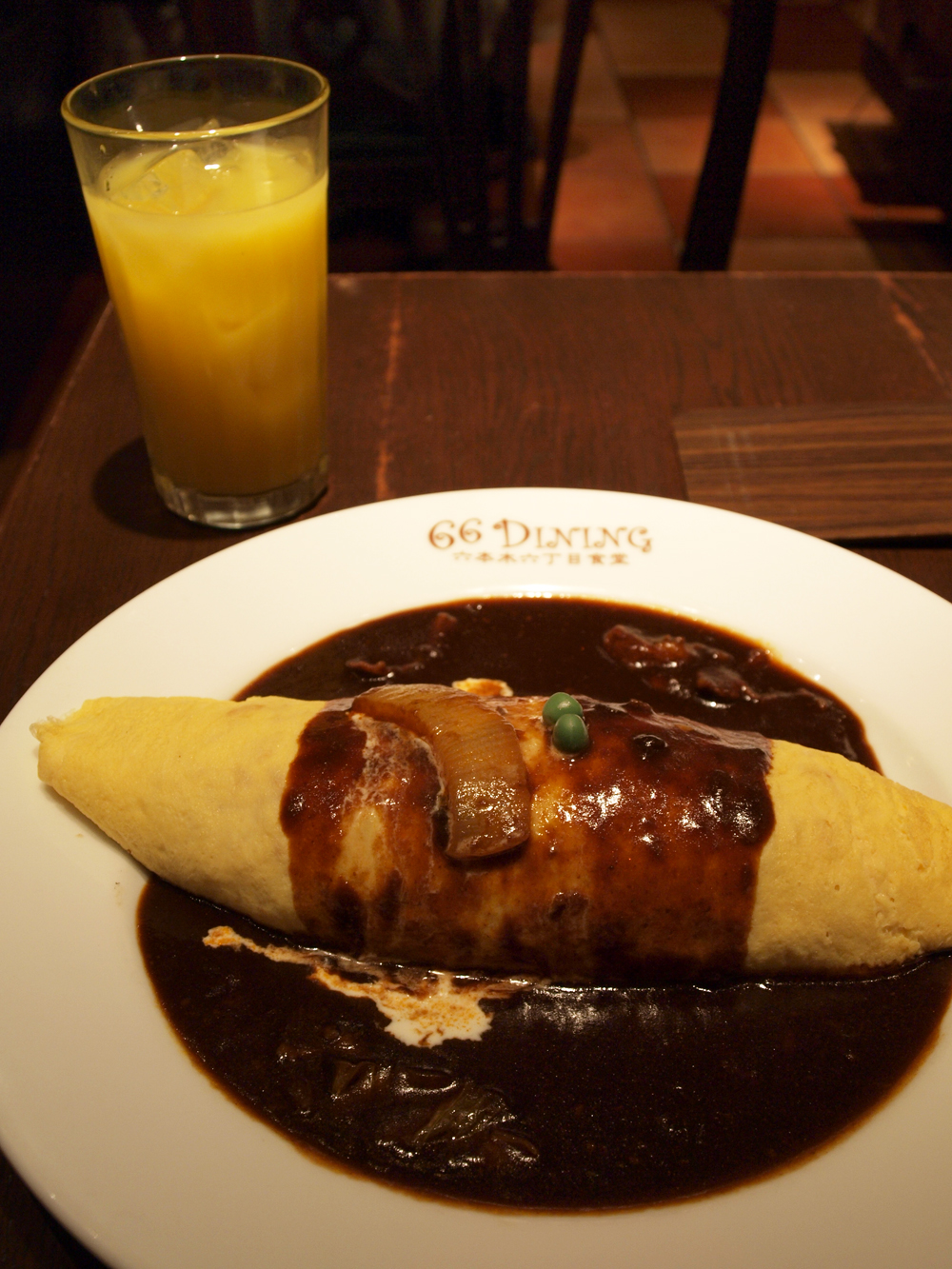
ام رایس به همراه سس قهوه‌ای

سس قهوه‌ای (انگلیسی: Brown sauce) در آشپزی فرانسوی به سسی گفته می‌شود که پایه آن را استاک گوشت تشکیل داده و به روش کاهش (آشپزی) و در برخی موارد با افزودن روو (آرد و کره تفت داده) تهیه می‌شود. سس اسپانیول و دمی گلاس از انواع سس‌های قهوه‌ای هستند.